# Laslo Lovas
Laslo Lovas , mađarski matematičar i profesor emeritus na Etveš Lorand univerzitetu, najpoznatiji je po svom doprinosu u kombinatorici, za koji je zajedno sa Avijem Vigderzonom 2021. godine dobio Abelovu nagradu. U periodu od 2007. do 2010. bio je predsednik Međunarodne matematičke unije a zatim i predsednik Mađarske akademije nauka od 2014. do 2020.
Lovasov značajan doprinos ogleda se u teoriji grafova kroz dokaze Knajzerove hipoteze i Lovasove lokalne leme, kao i kroz formulaciju Erdeš-Faber-Lovasove hipoteze. Autor je i LLL algoritma redukcije baze rešetki, koji nosi naziv upravo po njemu.

## Mladost i obrazovanje
Rođen je 9. marta 1948. godine u mađarskoj prestonici Budimpešti, gde je i pohađao gimnaziju Fazekaš Mihalj. Tokom školovanja osvojio je tri zlatne medalje (1964-1966) i jednu srebrnu (1963) na Međunarodnoj matematičkoj olimpijadi. Pored toga, kao mladi matematički genije učestvovao je i u mađarskim televizijskim kvizovima. Matematičar Pol Erdeš probudio je interesovanje kod mladog Lovasa za teorijom grafova.
Diplomu Kandidata nauka (C.Sc) Laslo je stekao 1970. godine na Mađarskoj akademiji nauka pod mentorstvom Tibora Galaja. Godine 1971. stekao je prvo doktorsko zvanje (Dr.Rer.Nat) na Etveš Lorand univerzitetu u Budimpešti, dok je drugu diplomu doktorskih studija (Dr.Mat.Sci) stekao na Mađarskoj akademiji nauka 1977.

## Karijera
U periodu od 1971. do 1975. radio je kao naučni saradnik na Etveš Lorand univerzitetu. Na Segedinskom univerzitetu radio je kao docent od 1975. do 1978. a zatim kao profesor i šef Katedre za geometriju sve do 1982. Nakon toga vratio se nazad na Etveš Lorand univerzitet, gde je radio kao profesor i šef Katedre za informatiku sve do 1993.
Lovas je bio profesor na univerzitetu Jejl od 1993. do 1999. godine. Nakon toga prešao je da radi kao viši istraživač u Majkrosoft istraživačkom centru, gde je ostao do 2006 godine. Zatim se vratio na Etveš Lorand univerzitet gde je radio kao direktor Matematičkog instituta (2006-2011) i profesor na Katedri za informatiku (2006-2008). Godine 2018. Lovas je otišao u penziju.
U periodu od 1. januara 2007. do 31. decembra 2010. godine bio je predsednik Međunarodne matematičke unije. Izabran je 2014. godine za predsednika Mađarske akademije nauka, gde je radio sve do 2020. godine.

## Naučni rad
Sarađujući sa Erdešom sedamdesetih godina prošlog veka Lovas je razvijao komplementarne metode za Erdešove tehnike teorije verovatnoće grafova. Pod tim spada Lovasova lokalna lema, koja se danas često koristi prilikom dokazivanja postojanja takozvanih retkih grafova. Pored toga, Lovasov doprinos u teoriji grafova ogleda se u dokazu Knajzerove hipoteze, kao i u formulisanju Erdeš-Faber-Lovasove hipoteze.
Sa holandskim matematičarima Arjenom Lenstrom i Hendrikom Lenstrom razvio je 1982. godine LLL algoritam za aproksimaciju tačaka u rešetkama i redukciju njihovih baza.  Gil Kalaj opisuje LLL algoritam kao „jedan od osnovnih algoritama“ koji ima široku praktičnu primenu u algoritmima faktorizacije polinoma i kriptografiji.

## Nagrade
Lovas je nosilac brojnih nagrada, od kojih su neke:  Pólya (1979. godine),  Fulkerson (1982. i 2012. godine), Brouwer Medal (1993. godine), Wolf i Knuth (1999. godine),  Gödel (2001. godine), nagrade John von Neumann Theory (2006. godine), potom János Bolyai Creative (2007. godine), Széchenyi (2008. godine) i na kraju  Kyoto Prize in Basic Sciences (2010. godine).Zajedno sa Avijem Vigderzonom u martu 2021. dobija Abelovu nagradu od Instituta za napredne studije „za njihov temeljni doprinos teoretičkoj informatici i diskretnoj matematici, kao i za njihovu vodeću ulogu u uvođenju istih u centralna polja moderne matematike“. Odlikovan je 2021. godine najvišim mađarskim ordenom Svetog Stefana.
Imenovan je za inostranog člana Holandske kraljevske akademije nauka i umetnostiJohn von Neumann Theory Prize (2006) i Švedske kraljevske akademije nauka (2007), kao i za počasnog člana Londonskog matematičkog društva 2009. godine. Postao je član Nacionalne akademije nauka Sjedinjenih Američkih Država i Američkog matematičkog društva 2012. godine. Lovas je jedan od naučnih istraživača čije su publikacije najčešće citirane u akademskim časopisima prema „ISI High cited“ bazi podataka (baza podataka sa često citiranim naučnim istraživačima).

## Privatni život
Lovas je dvojni državljanin Mađarske i Sjedinjenih Američkih Država. Ima četvoro dece sa suprugom Katalin Vestergombi, koja je takođe matematičarka. Pored toga, zajedno su doprineli razvoju programa za mlade talentovane matematičare.

## Knjige
- Lovász, László; Plummer, M. D. (1986). „Matching Theory”. Annals of Discrete Mathematics. North-Holland. 29. ISBN 0-444-87916-1. MR 0859549.
- Lovász, L.; Pelikán, J.; Vesztergombi, K. (27. 1. 2003). Discrete Mathematics: Elementary and Beyond. Springer. ISBN 978-0387955858.
- Lovász, László (2007). Combinatorial Problems and Exercises (2nd изд.). American Mathematical Soc. ISBN 978-0821842621.